# شرطة الريف في فرنسا
في فرنسا، حرس الريف هو موظف في المناطق الريفية في مرتبة س ( catégorie C)مهمته حماية المناطق الريفية. هو الحال بالنسبة لقطاع الأمن، وإطار التشغيل للشرطة المحلية هي من سلطات شرطة البلدية. تم تعيينه خصيصا لحملات الشرطة.

## تاريخ
الشرطة الريفية هي قديمة جدا، تعود إلى العصور الوسطى في شخص أول ممثل لها في تاريخ فرنسا، حارس ريفي. وخلافا للحكمة تلقى المنبثقة من حراس الريف من الكتب المدرسية في القرن التاسع عشر، الحراس الأوائل لم تنشأ من قبل الملك شارل الخامس في 1369. نجد آثار أوائل حراس الريف قبل 900 عام في القانون السابق، التي وضعتها المواثيق والقوانين والأعراف من مجلس اللوردات والمحافظات من فرنسا (نورماندي، أوفيرني، دوفين، ناربون وتولوز، وما إلى ذلك)، ولكن أيضا في الدوقية والمقاطعات في البلد هناك.

## روابط خارجية
- Fédération Nationale des Gardes Champêtres (المحرر). "Site des Gardes champêtres communaux et intercommunaux de France". FNGC. مؤرشف من الأصل في 2019-05-30. اطلع عليه بتاريخ 2012-11-03.

- Ministère de la défense (المحرر). "Emplois réservés". ER. مؤرشف من الأصل في 2016-03-26. اطلع عليه بتاريخ 2012-11-11.

- FNCDG (المحرر). "Concours garde champêtre principal 2013". ER. مؤرشف من الأصل في 2016-05-21. اطلع عليه بتاريخ 2012-11-11.
- La Brigade-Verte du Haut-Rhin, Syndicat mixte des Gardes Champêtres intercommunaux du Haut-Rhin